# Kratîn, Ripkî
Kratîn (în ucraineană Кратинь) este un sat în comuna Petruși din raionul Ripkî, regiunea Cernihiv, Ucraina.

## Demografie
Componența lingvistică a localității Kratîn
     Ucraineană (97,84%)
     Rusă (2,16%)
Conform recensământului din 2001, majoritatea populației localității Kratîn era vorbitoare de ucraineană (97,84%), existând în minoritate și vorbitori de rusă (2,16%).